# Charlotte Sachs
Marianne Charlotte Sachs, ogift Höök-Nilsson, född 13 maj 1939 i Oscars församling i Stockholm, är en svensk neurolog och målare. 
Hon är dotter till flygkaptenen Håkan Höök-Nilsson och journalisten Marianne Höök, ogift Calonius. Hon studerade medicin och fick efter AT-tjänstgöring sin läkarlegitimation 1971. Från 1974 var hon neurolog vid Karolinska sjukhuset i Solna. Hon blev medicine doktor och senare docent i neurologi vid Karolinska institutet.
Charlotte Sachs är också verksam som konstnär. Hon är utbildad genom fristående kurser i måleri på Gerlesborgsskolan i Bohuslän, vid Studiefrämjandet i Stockholm och vid Edsviks konstskola i Sollentuna. Hon är representerad hos Svenska Läkaresällskapet, Södersjukhuset, Karolinska sjukhuset, Liljevalchs konsthall, Statens konstråd, Stockholms läns landsting och Sveriges allmänna konstförening. Hon har också gjort bokomslaget till Rita Tornborgs roman Rosalie.
Hon var gift 1959–1965 med arkitekten, professor Joen Sachs (född 1932), son till NK-direktören Ragnar Sachs, 1969–1980 med läkaren, professor Lennart Kaijser, son till läkaren, docent Kurt Kaijser, och sedan 1989 med neurologen vid Sophiahemmet, docent Richard Tegnér (född 1949). Hon är mor till Fanny Sachs, gift med Marcus Wallenberg och vars döttrar är ingifta i familjerna Bonnier och Dinkelspiel.